# الاحتجاجات البوليفية 2019
الاحتجاجات البوليفية 2019 هي هي سلسلة من احتجاجات أمريكا اللاتينية التي اندلعت في أكتوبر 2019 عقب إعادة انتخاب الرئيس إيفو مورالس لفترة رئاسية رابعة. استمرت 3 أسابيع حتى أعلن الرئيس إيفو مورالس استقالته من منصبه في 10 نوفمبر 2019. وفي 13 نوفمبر 2019 أعلنت جانين آنييز زعيمة المعارضة في بوليفيا، نفسها رئيسة مؤقتة للبلاد.

## خلفية
بدأت الاحتجاجات كردة فعل على إعادة ترشح الرئيس السابق إيفو مورالس لولاية جديدة للبلاد، حيث إنه يحكم بوليفيا منذ 2006، وقد طالباه الجيش والشرطة بالتنحي في وقت سابق، على الرغم من إعلانه بأنه سيُجري انتخابات جديدة تتيح للشعب انتخاب سلطة جديدة ديموقراطيا، دون أن يحدد موعدا لها، أو يوضح فيما إذا كان سيترشح لها، ولكن قائد الجيش البوليفي الجنرال وليامز كاليمان حثه على تقديم استقالته وذلك للحفاظ على استقرار بوليفيا، وصرح للصحافيين قائلا «بعد تحليل الوضع الداخلي المتوتر، نطلب من الرئيس التخلي عن ولايته الرئاسية بهدف إتاحة الحفاظ على السلام والاستقرار، من أجل صالح بوليفيا». وفي 9 نوفمبر 2019، أعلنت منظمة الدول الأمريكية، التي راقبت الانتخابات، أنها وجدت أدلة على تلاعب واسع في البيانات، ولا يمكنها التصديق على نتائج الاقتراع. واستمرت الضغوط على الرئيس مورالس خلال اليوم، حيث استقال العديد من حلفائه السياسيين، واستقال نائبه ألفارو غارسيا لينيرا الذي اعتبر أن «الانقلاب وقع». وفي اليوم التالي 10 نوفمبر 2019، أعلن إيفو مورالس من خلال التلفاز استقالته من منصبه.

## خسائر
قتل ثلاثة أشخاص على الأقل خلال الاشتباكات بين المؤيدين لمورس والمعارضين له، كما جرح أكثر من 100 آخرين، وأعلن الجيش أنه سيجري عمليات «لتحييد» أي جماعات مسلحة تهاجم المحتجين حيث قام بعض ضباط الجيش بالانضمام للمتظاهرين بالزي العسكري.

## ردود أفعال
عبر زعيم المعارضة كارلوس ميسا، الذي احتل المرتبة الثانية في اقتراع الشهر الماضي، عن شكره للمتظاهرين على «بطولة المقاومة السلمية»، فيما جاءت بعض ردود الأفعال الدولية:
- الولايات المتحدة: الرئيس الأمريكي دونالد ترمب، أعلن أن «استقالة إيفو موراليس، تمثل نقطة تحول للديمقراطية في نصف الكرة الغربي».[8]
- كوبا: الرئيس الكوبي ميغيل دياز كانيل، وصف الأحداث بأنها محاولة اعتداء «عنيفة وجبانة» ضد الديمقراطية.
- فنزويلا: الرئيس الفنزويلي نيكولاس مادورو: «ندين بشدة الانقلاب الذي نُفّذَ ضد شقيقنا الرئيس».
- المكسيك: منحت اللجوء السياسي للرئيس البوليفي المستقيل إيفو موراليس.[9]